# 阿兰库尔 (阿登省)
阿兰库尔（法語：Alincourt，法語發音：[alɛ̃kuʁ]）是法国大東部大區阿登省的一个市镇，属于勒泰勒区。

## 地理
阿兰库尔（49°24'13"N, 4°20'42"E）面积8.62 平方千米，位于法国大東部大區阿登省，该省份为法国北部内陆省份，西接埃纳省，南至马恩省，东临默兹省，北与比利时接壤。
与阿兰库尔接壤的市镇（或旧市镇、城区）包括：瑞尼维尔、梅尼勒莱皮努瓦、讷夫利兹、佩尔特。

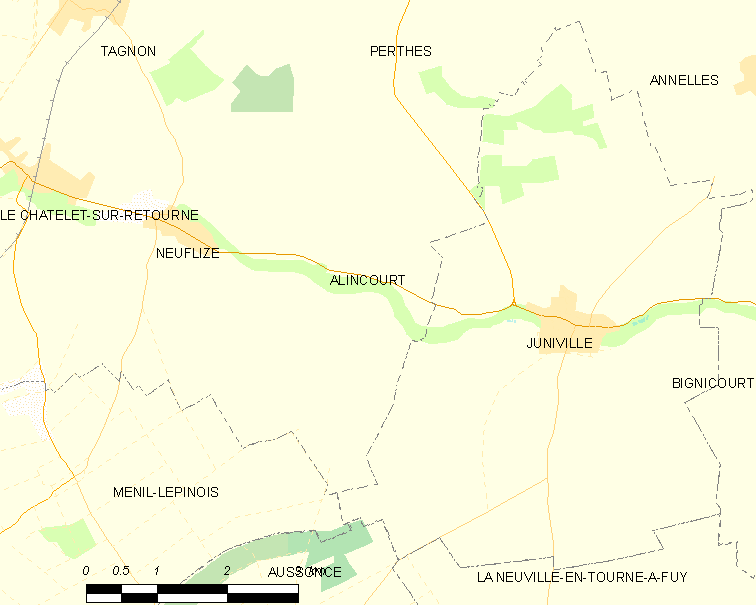
的OSM定位图

阿兰库尔的时区为UTC+01:00、UTC+02:00（夏令时）。

## 行政
阿兰库尔的邮政编码为08310，INSEE市镇编码为08005。

## 政治
阿兰库尔所属的省级选区为波尔西安堡县。

## 人口

1962-2008年间人口变化图示

阿兰库尔于2022年1月1日时的人口数量为161人。